# میدوی، شهرستان ماریون، آرکانزاس
میدوی (به انگلیسی: Midway) یک منطقهٔ مسکونی در ایالات متحده آمریکا است که در شهرستان ماریون، آرکانزاس واقع شده‌است. میدوی ۲۴۶٫۸۹ متر بالاتر از سطح دریا واقع شده‌است.